# 접촉자 추적

접촉자 추적(接触者追跡, 영어: contact tracing)은 성병, 독감 등 전염병 감염자가 누구와 접촉했고 어디를 다녀갔는지를 역추적하는 것을 말한다.

## 코로나19
2020년 코로나19에 대한 대처로, 한국은 성공사례, 이탈리아는 실패사례로 언급되는데, 한국의 접촉자 추적 방식을 미국, 이탈리아가 학습하고 있다.
한국은 코로나19 확진자가 발생하면, 질병관리본부(KCDC)에서 역학조사를 하여, 방문했던 상점, 직장, 만났던 사람을 역추적해서 지방자치단체가 블로그에서 확진자가 다녀간 구체적인 상점명, 주소를 즉시 공개한다.
확진자와의 접촉자는 2가지 등급으로 분류한다.
- 밀접접촉자 - 2주간 자가격리 의무
- 단순접촉자

확진자와 동시간대 같은 장소에 있던 사람들의 증언을 토대로 확진자 마스크 착용여부 등을 확인해 밀접접촉자와 단순접촉자를 구분한다. 확진자 수가 늘어나자, 2가지 구분을 없애고 "접촉자"로 단일화했다.

## 같이 보기
- 감염병
- 감염 관리
- 자가격리
- 감염병의 수학적 모델링(영어판)